# Stora Skarsjön
Stora Skarsjön är en sjö i Uddevalla kommun i Bohuslän och ingår i Göta älv-Bäveåns kustområde. Sjön är 23 meter djup, har en yta på 0,675 kvadratkilometer och befinner sig 122,5 meter över havet. Sjön avvattnas av vattendraget Tjöstelsrödsbäcken. Vid provfiske har abborre och gädda fångats i sjön.

## Delavrinningsområde
Stora Skarsjön ingår i det delavrinningsområde (646188-127520) som SMHI kallar för Utloppet av Stora Skarsjön. Medelhöjden är 145 meter över havet och ytan är 6,59 kvadratkilometer. Det finns inga avrinningsområden uppströms utan avrinningsområdet är högsta punkten. Avrinningsområdets utflöde Tjöstelsrödsbäcken mynnar i havet. Avrinningsområdet består mestadels av skog (84 %). Avrinningsområdet har 0,75 kvadratkilometer vattenytor vilket ger det en sjöprocent på 11,3 %.